# 珞璜南站
珞璜南站，是渝贵铁路上的一个站点。位于重庆市江津区珞璜镇塘坎村，2018年1月25日投入使用。本站为渝贵线引入重庆铁路枢纽的客货分线车站，北端引出前往珞璜站的珞璜南货车疏解线，南端设有前往小南垭的小南垭客车联络线。
本站邻近未来的江津综合保税区。